# São Vicente
São Vicente ili Son Visent, Son Sent kako ga zovu domaćini (port. São Vicente = sv. Vincent) je jedan od najnaseljenijih otoka Zelenortskog arhipelaga od 74 136 stanovnika.
Otok São Vicente leži između otoka Santo Antão i Santa Luzia, u sjevernoj grupi otoka zvanoj Zavjetrinski otoci (Ilhas do Barlavento).
São Vicente je svjetski poznat jer je u njegovom najvećem gradu Mindelu živjela pjevačica Cesária Évora najpoznatija stanovnica Zelenortskog otočja.

## Povijest
São Vicente je otkriven 22. siječnja 1462. na dan sv. Vincenta - zato se tako i zove.
Zbog nedostatka vode, otok u početku je korišten samo kao pašnjak za stoku sa susjednog otoka Santo Antão. Otok je ostao praktički nenastanjen sve do sredine 19. st.- točnije do 1838., kad je u luci Porto Grande u Mindelu izgrađen depo za opskrbu prekocanskih parobroda ugljenom, od tad je broj stanovnika počeo rasti. Zbog nedostatka kiša i manjka prirodnih resursa, privreda otoka se uglavnom koncentrirala oko grada Mindelo.

## Zemljopisne i klimatske karakteristike
São Vicente je otok otprilike pravokutnog oblika, površine 227 km² udaljen 640 km od obala Afrike.Od istoka prema zapadu ima 24 km, a od sjevera prema jugu ne više od 16 km. São Vicente je brdovit vulkanski otok, s nešto ravnijim terenom u sredini otoka prema sjeveru, zatim južno od naselja Calhau na istočnom kraju otoka i sjeverno od Zaljeva Baía das Gatas. Najveće urbano područje je na sjeveru otoka oko grada Mindelo gdje živi većina stanovnika Sao Vicentea, njih 70 000.Najveći dio otoka je potpuno ogoljen, zbog intenzivne sječe proteklih stoljeća i velike erozije koja je uslijedila nakon toga.
Najviša točka na otoku vrh planine Monte Verde (hrvatski: Zelena Planina) visok 774 metara. koji se nalazi u središnjem dijelu na sjeveroistoku otoka, Iako je otok bio izložen velikoj eroziji pojedini krateri su i danas vidljivi - naročito u blizini Zaljeva Mindelo. Ostali otočki vrhovi su Monte Cara i Topona.
Otočka klima je tropska i suha, prosječna dnevna temperatura je oko 24 °C tokom cijele godine. Vode Atlantskog oceana su tokom cijele godine između 22 °C - 25 °C. São Vicente ima dva godišnja doba, nešto kao ljeto od studenoga do srpnja, kad je suho i vjetrovito, i nešto kao zimu od kolovoza do listopada kad je kišna sezona. 

### Naselja i stanovništvo
São Vicente je drugi po ukupnom broju stanovnika u Zelenortskom arhipelagu, odmah do otoka Santiago, većina stanovnika živi u glavnom otočkom mjestu Mindelu, ostala otočka naselja su;
- Baia das Gatas, istočna obala
- Calhau, istočna obala
- Lazareto, zapadna obala
- Madeiral, južna obala
- Mato Inglês, unutašnjost
- Salamansa, sjeverna obala
- Seixal, jugoistočna obala
- São Pedro, jugozapadna obala
- Topim, jugoistočna obala

| Rast stanovništva otoka São Vicente (1940.—2010.) | Rast stanovništva otoka São Vicente (1940.—2010.) | Rast stanovništva otoka São Vicente (1940.—2010.) | Rast stanovništva otoka São Vicente (1940.—2010.) | Rast stanovništva otoka São Vicente (1940.—2010.) | Rast stanovništva otoka São Vicente (1940.—2010.) | Rast stanovništva otoka São Vicente (1940.—2010.) | Rast stanovništva otoka São Vicente (1940.—2010.) |
| ------------------------------------------------- | ------------------------------------------------- | ------------------------------------------------- | ------------------------------------------------- | ------------------------------------------------- | ------------------------------------------------- | ------------------------------------------------- | ------------------------------------------------- |
| 1940.                                             | 1950.                                             | 1960.                                             | 1970.                                             | 1980.                                             | 1990.                                             | 2000.                                             | 2010                                              |
| 15 848                                            | 19 576                                            | 20 705                                            | 31 578                                            | 41 594                                            | 51 277                                            | 67 163                                            | 76 107                                            |

## Gospodarstvo
Gospodarstvo São Vicentea uglavnom je vezano uz grad Mindelo i njegovu luku, dakle oko usluga. Ima i nešto poljoprivredne proizvodnje, sadi se; kukuruz, grah, krumpir, a dio stanovnika bavi se i ribarstvom. 
Kako se luka u Mindelu, sve manje koristi, raste i broj nezaposlenih, 1975. izgrađena je rafinerija nafte za potrebe arhipelagaa 1980. novo brodogradilište financirano kreditom Europske investicijske banke.